# Soledad González de Huguet
Soledad González Pomes de Huguet (24 de setembre de 1934 - (c. 2012) ) va ser una jugadora d'escacs argentina que tenia el títol de Mestra Internacional Femenina des de 1957. Va guanyar dues vegades el Campionat femení de l'Argentina (1954 i 1956).

## Biografia
Nascuda a Madrid, Espanya, els seus pares es van exiliar durant la guerra civil espanyola a Buenos Aires, Argentina. Era la neboda del conegut militant socialista gallec Pepín de la Lejía, també exiliat a l'Argentina.
Des de finals de la dècada de 1950 i, fins a principis de la dècada de 1960, Soledad González de Huguet va ser una de les principals jugadores d'escacs argentines. Va guanyar dues vegades el Campionat femení de l'Argentina: 1954 i 1956.
El 1957, a Rio de Janeiro, Soledad González va guanyar el Torneig Zonal de Sud-amèrica classificatori pel Campionat del món femení i se li va atorgar el títol de Mestre Internacional Femení (WIM).
El 1959, va participar en el Campionat del món d'escacs femení a Plòvdiv i hi va ocupar el lloc 15è.
El 1963, a Fortaleza (Ceará), Soledad González va ocupar el 3r lloc al Torneig Zonal de l'Amèrica del Sud.
No hi ha referència d'esdeveniments posteriors, no obstant això és de suposar que la seva defunció es va produir durant o abans de l'any 2012.